# 格里戈里·叶列梅
格里戈里·伊西多罗维奇·叶列梅（羅馬尼亞語：Grigore Eremei；1935年4月22日—2025年1月3日）是苏联党和国家领导人，苏联解体后历任摩尔多瓦驻外大使。

## 生平
1935年，生于比萨拉比亚特尔诺瓦（今摩尔多瓦共和国埃迪内茨区）。1952年，任农业中学图书馆主任。1954年，在苏联军队服兵役。1956年，任共青团区委督导员、第二书记、第一书记，摩尔达维亚共青团中央副部长、第二书记。1957年，加入苏联共产党。1960年，任摩尔达维亚共和国部长会议督导员、主任督导员。1965年，毕业于基什尼奥夫伏龙芝农学院，1966年，任科托夫斯基区党委第一书记。
1970年，任摩尔达维亚共和国部长会议副主席、第一副主席。1974年，毕业于苏共中央高级党校。1980年，任摩尔达维亚共和国工会理事会主席。1990年，任摩尔多瓦共和国独立工会联合会理事会主席，为苏共中央委员。1991年，起任摩尔达维亚共产党中央第一书记，为苏共中央政治局委员。
1991年，任“Мезон”生产联合公司顾问、总经理。1993年，任摩尔多瓦驻白俄罗斯大使。1994年，任摩尔多瓦驻罗马尼亚大使。1998年，当选为摩尔多瓦共和国议会议员。2001年，任摩尔多瓦驻以色列大使。